# Ривьер, Брайтон
Бра́йтон Ривье́р (англ. Briton Rivière, 1840 — 1920) — английский живописец.

## Биография
Брайтон Ривьер родился 14 августа 1840 года в Лондоне. Его отец, художник Уильям Ривьер (англ. William Rivière), был учителем в колледже Челтенхем, а затем в Оксфорде, где получил образование и сам Брайтон. Его дядя, Генри Парсонс Ривьер (1811–1888), также был известным акварелистом.
В живописи он практически всему научился у отца и стал заметной фигурой среди современников. В 1857 году три его картины были выставлены в Королевской Академии художеств, хотя его работы стали регулярно появляться на этих выставках лишь с 1863 года, когда были написаны «Накануне Испанской армады» (англ. The Eve of the Spanish Armada) и «Ромео и Джульетта» (англ. Romeo and Juliet, 1864 г.) Позднее художник переключился на анималистские темы и по большей части рисовал животных. Его жена, Мэри Алиса Ривьер (урожденная Добелл; 1844–1931), на которой он женился в 1867 году, была художницей, она также выставлялась в Королевской академии художеств в 1869 году.
У Ривьеров было семеро детей; пять сыновей и две дочери. Один из сыновей, Хью Голдвин Ривьер (1869–1956), стал портретистом. Другой сын, Эвелин, женился на переводчице Джоан Ривьер.

## Известные картины
- The empty chair (1869)

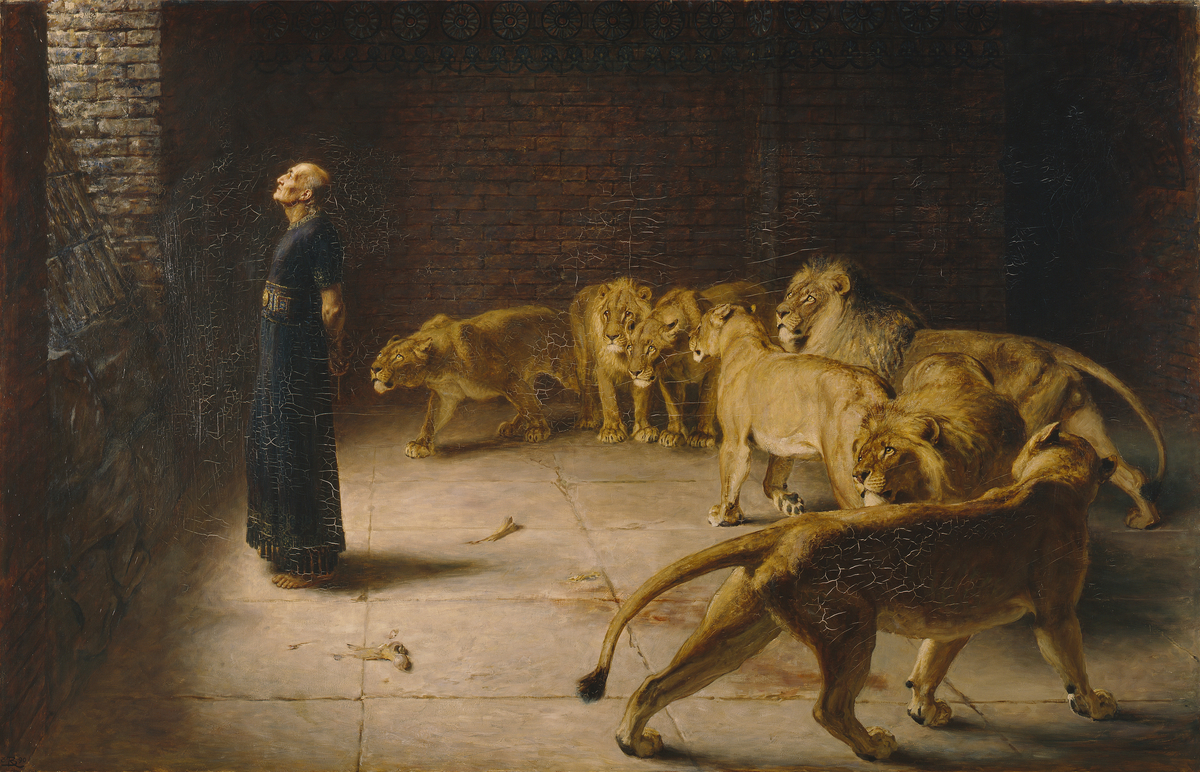
«Даниил во рву львином» (Daniel's Answer to the King)
1890 г., Манчестерская художественная галерея

- His only friend (1871; Манчестерская художественная галерея)
- Circe (1871)
- Daniel (1872)
- The last of the garrison (1875; Манчестерская художественная галерея)
- Pallas Athena and the herdman's dogs (1876,93–94; Метрополитен-музей, Нью-Йорк)
- Lazarus (1877)
- Persepolis (1878)
- 'In Manus Tuas, Domine'  (1879; Манчестерская художественная галерея)
- The magician's doorway (1882)
- 'Vae Victis'  (1885)
- Rizpah (1886)
- An old world wanderer (1887)
- Requiescat  (1888)
- 'Of a  fool and his folly there is no end'  (1889)
- A mighty hunter before the Lord (1891)
- The king's libation (1893)
- Beyond man's footsteps (1894; Тейт Британ)
- Phoebus Apollo (1895)
- Aggravation (1896)
- St. George (1900)
- To the hills (1901)